# Liste der Bodendenkmäler in Bergrheinfeld
Auf dieser Seite sind die Bodendenkmäler in der unterfränkischen Gemeinde Bergrheinfeld zusammengestellt. Diese Tabelle ist eine Teilliste der Liste der Bodendenkmäler in Bayern. Grundlage ist die Bayerische Denkmalliste, die auf Basis des Bayerischen Denkmalschutzgesetzes vom 1. Oktober 1973 erstmals erstellt wurde und seither durch das Bayerische Landesamt für Denkmalpflege geführt wird. Die folgenden Angaben ersetzen nicht die rechtsverbindliche Auskunft der Denkmalschutzbehörde.

## Bodendenkmäler der Gemeinde Bergrheinfeld

### Bodendenkmäler in der Gemarkung Bergrheinfeld
| Lage                     | Objekt                                                                                            | Akten-Nr.     | Bild |
| ------------------------ | ------------------------------------------------------------------------------------------------- | ------------- | ---- |
| Bergrheinfeld (Standort) | Freilandstation des Mesolithikums und Siedlung der Linearbandkeramik.                             | D-6-5926-0006 |      |
| Bergrheinfeld (Standort) | Siedlung des Mittel- und Jungneolithikums.                                                        | D-6-5926-0070 |      |
| Bergrheinfeld (Standort) | Bestattungsplatz mit verebneten Grabhügeln vorgeschichtlicher Zeitstellung.                       | D-6-5926-0078 |      |
| Bergrheinfeld (Standort) | Siedlung der Urnenfelderzeit und der Hallstattzeit.                                               | D-6-5926-0124 |      |
| Bergrheinfeld (Standort) | Siedlung der Linearbandkeramik.                                                                   | D-6-5926-0126 |      |
| Bergrheinfeld (Standort) | Siedlung der Linearbandkeramik sowie Körpergräber vor- und frühgeschichtlicher Zeitstellung.      | D-6-5927-0034 |      |
| Bergrheinfeld (Standort) | Wüstung Rheinfeld des frühen und hohen Mittelalters.                                              | D-6-5927-0037 |      |
| Bergrheinfeld (Standort) | Siedlung des Neolithikums und der Urnenfelderzeit.                                                | D-6-5927-0038 |      |
| Bergrheinfeld (Standort) | Siedlung vor- und frühgeschichtlicher Zeitstellung.                                               | D-6-5927-0105 |      |
| Bergrheinfeld (Standort) | Siedlung vor- und frühgeschichtlicher Zeitstellung.                                               | D-6-5927-0106 |      |
| Bergrheinfeld (Standort) | Siedlung vor- und frühgeschichtlicher Zeitstellung.                                               | D-6-5927-0107 |      |
| Bergrheinfeld (Standort) | Siedlung vor- und frühgeschichtlicher Zeitstellung.                                               | D-6-5927-0110 |      |
| Bergrheinfeld (Standort) | Siedlung vor- und frühgeschichtlicher Zeitstellung.                                               | D-6-5927-0111 |      |
| Bergrheinfeld (Standort) | Siedlung vor- und frühgeschichtlicher Zeitstellung.                                               | D-6-5927-0112 |      |
| Bergrheinfeld (Standort) | Siedlung vor- und frühgeschichtlicher Zeitstellung.                                               | D-6-5927-0123 |      |
| Bergrheinfeld (Standort) | Siedlung vor- und frühgeschichtlicher Zeitstellung.                                               | D-6-5927-0124 |      |
| Bergrheinfeld (Standort) | Siedlung der Urnenfelderzeit.                                                                     | D-6-5927-0129 |      |
| Bergrheinfeld (Standort) | Siedlung der Urnenfelderzeit oder der Hallstattzeit.                                              | D-6-5927-0146 |      |
| Bergrheinfeld (Standort) | Untertägige Teile der frühneuzeitlichen katholischen Pfarrkirche Mater Dolorosa in Bergrheinfeld. | D-6-5927-0205 |      |
| Bergrheinfeld (Standort) | Siedlung vor- und frühgeschichtlicher Zeitstellung.                                               | D-6-6026-0173 |      |
| Bergrheinfeld (Standort) | Siedlung vor- und frühgeschichtlicher Zeitstellung.                                               | D-6-6026-0174 |      |
| Bergrheinfeld (Standort) | Siedlung der Linearbandkeramik.                                                                   | D-6-6026-0187 |      |
| Bergrheinfeld (Standort) | Siedlung der Linearbandkeramik, der Urnenfelderzeit und der Hallstattzeit.                        | D-6-6026-0243 |      |
| Bergrheinfeld (Standort) | Siedlung der Linearbandkeramik und des Mittelneolithikums sowie Körpergräber des Endneolithikums. | D-6-6027-0003 |      |
| Bergrheinfeld (Standort) | Siedlung des Neolithikums.                                                                        | D-6-6027-0005 |      |
| Bergrheinfeld (Standort) | Siedlung der Hallstattzeit.                                                                       | D-6-6027-0029 |      |
| Bergrheinfeld (Standort) | Siedlung vor- und frühgeschichtlicher Zeitstellung.                                               | D-6-6027-0120 |      |

### Bodendenkmäler in der Gemarkung Garstadt
| Lage                | Objekt | Akten-Nr.     | Bild |
| ------------------- | --- | ------------- | ---- |
| Garstadt (Standort) | Siedlung der Urnenfelderzeit. | D-6-6026-0017 |      |
| Garstadt (Standort) | Siedlung vorgeschichtlicher Zeitstellung sowie Wüstung Schederfeld des Mittelalters und der frühen Neuzeit. | D-6-6026-0260 |      |
| Garstadt (Standort) | Siedlung der Linearbandkeramik, des Mittel-, Jung- und Endneolithikums, der Urnenfelder- und Hallstattzeit, der jüngeren Latènezeit und der römischen Kaiserzeit sowie Körpergräber vor- und frühgeschichtlicher Zeitstellung. | D-6-6027-0013 |      |
| Garstadt (Standort) | Siedlung des Mittelneolithikums. | D-6-6027-0014 |      |
| Garstadt (Standort) | Bestattungsplatz der Hallstattzeit und mittelalterlicher Burgstall. | D-6-6027-0016 |      |
| Garstadt (Standort) | Archäologische Befunde des Mittelalters und der frühen Neuzeit im Bereich der frühneuzeitlichen katholischen Kirche St. Michael von Garstadt.                                                                                  | D-6-6027-0174 |      |